# Pinarocorys
Pinarocorys és un gènere d'ocells de la família dels alàudids (Alaudidae ).

## Taxonomia
Segons la Classificació del Congrés Ornitològic Internacional (versió 13.1, 2023) aquest gènere està format per dues espècies:
- Pinarocorys nigricans - alosa fosca.
- Pinarocorys erythropygia - alosa cua-roja.